# Niamanga (Pobé-Mengao)
Pour les articles homonymes, voir Niamanga.
Niamanga est un village du département et la commune rurale de Pobé-Mengao, situé dans la province du Soum et la région du Sahel au Burkina Faso.